# John Medley Wood
John Medley Wood ( 1 de diciembre de 1827 Mansfield, Nottinghamshire, Inglaterra - 26 de agosto de 1915 Durban) fue un deportista, empresario, y botánico sudafricano que contribuyó grandemente al conocimiento de los helechos de la provincia de Natal, y acreditado con el establecimiento de la caña de azúcar Uba en Natal y por su importante colección de flora de Natal.

## Historia
Wood nace en Mansfield del abogado James Riddall Wood y de Hannah Healy Weaver. Su padre enviuda y se casa en segundas nupcias con Mary Haygarth, emigrando a Durban, y John, que estuvo siete años en el mar después de dejar la escuela, se le une en 1852. Rápidamente adquiere su propia propiedad en la boca del río Umdhloti, al norte de Durban. Allí experimenta con nuevos cultivos de cosecha. En 1855 se casa con la hermana más joven de su madrastra, Elizabeth Haygarth, y adoptarán tres niños.
En 1868 por razones de salud se van a Inanda, donde abre un almacén, y es granjero. Aquí desarrollará interés en las criptógamas, comenzando a coleccionarlas, junto con musgos y hongos como también fanerógamas. Se cartea con Mordecai C. Cooke y con Károly Kalchbrenner, el micólogo de Kew y de Budapest, Hungría. El Rev. John Buchanan, un experto local en helechos, que había publicado una lista de helechos de Natal en 1875, asiste a John Medley en ese grupo. En 1880 Anton Rehmann, el botánico austríaco, visita Natal y ve su colección de musgos.
Como resultado de su interés creceinte en Botánica, acepta el puesto de Curador del "Jardín botánico de Durban" en 1882. Por su acercamiento a las plantas cultivadas, establece la posibilidad de la caña de azúcar Uba (Saccharum sinense L.), para las condiciones climáticas de Natal. Durante estos años colecciona especímenes extensamente a través de laregión de Natal e intercambia duplicados con herbarios extranjeros.
Estaba preparando el séptimo volumen de su Natal Plants al tiempo de su deceso en 1915. Está sepultado en el "Cementerio West Street de Durban".

## Honores

### Epónimos
Géneros
- Woodia Schltr.
- Woodiella Syd.

y en un gran número de especies como Encephalartos woodii Sander, que fue su primer descubrimiento.

### Galardones
Es electo A.L.S. en 1887 y galardonado con un doctorado honorario D.Sc. de la "Universidad de Ciudad del Cabo en 1913.

## Algunas publicaciones
- 1877 A Popular Description of the Natal Ferns
- 1879 The Classification of Ferns
- 1888 An Analytical Key to the Natural Orders & Genera of Natal Indigenous Plants
- 1894 Preliminary Catalogue of Indigenous Natal Plants
- 1894 Natal Plants. Vol 2: Grasses. Ed. Kessinger Publ. 318 pp. ISBN 1-4366-1090-7
- 1897 New Natal plants: Decade 1-3
- 1910 Revised list of the flora of Natal. Supplement: Containing Apocynaceae, Asclepiadeae, corrections, & additions. Royal Soc. South Africa Trans.
- 1898-1912 Natal Plants. 6 vols. vol 1 con Maurice S. Evans) (ilustrado × Srtas. F.Lauth & M.Franks)
- 1907 A Handbook of the Flora of Natal

- La abreviatura «J.M.Wood» se emplea para indicar a John Medley Wood como autoridad en la descripción y clasificación científica de los vegetales.[1]